# サナマヒ教

アマ（Ama、ꯑꯃ）。サナマヒ教のシンボル。

サナマヒ教（サナマヒきょう、Sanamahism、マニプリ語: ꯁꯅꯥꯃꯍꯤ ꯂꯥꯏꯅꯤꯡ）は、インド・マニプル州を中心に居住する民族である、メイテイ人により信仰される宗教である。多神教であり、「サナマヒ」という名称は、メイテイ人の伝統信仰におけるライ（神）のひとりであるライニントー・サナマヒにちなむ。2011年の国勢調査によれば、マニプル州の宗教人口の6%がサナマヒ教信者である。

## 歴史

### メイテイの伝統宗教とシンクレティズム
マニプル王国の年代記である『チェイターロル・クンババ』には、ヒンドゥー教が浸透する以前の同地域における信仰についても記されている。たとえば、タンチン山・マーチン山（Marching）・コーブル山・ノンマイチン山は、王国の四方を守護する神としても信仰された。17世紀のカーゲンバ王の時代には、これらの神々を祀るための動物供犠がおこなわれていた。また、14世紀のムンギャンバ（Mungyamba）王の時代より、樹木に対する祭祀がおこなわれていたことが記される。

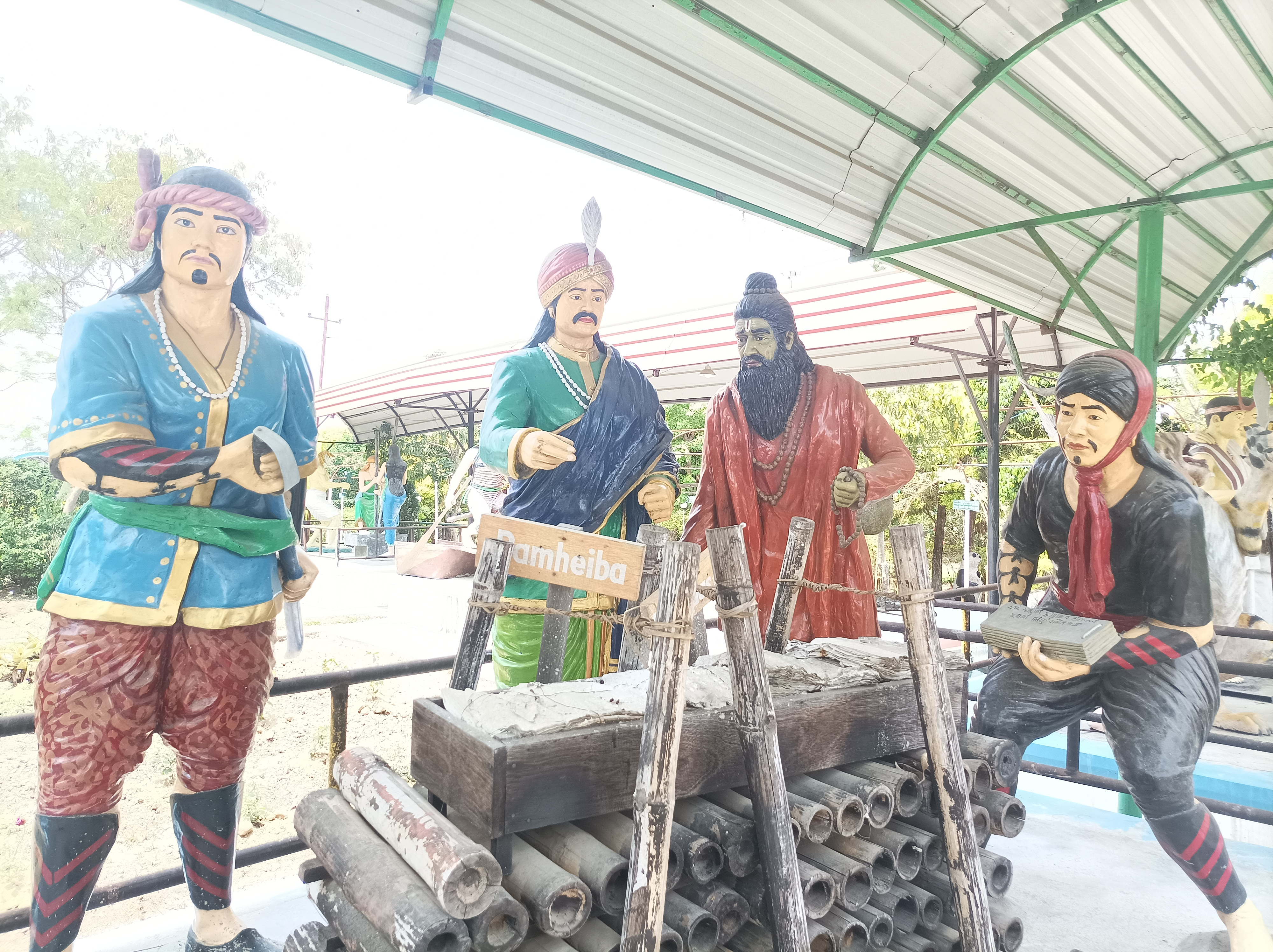
古代メイテイ語文献（プヤ）を焚書するパムヘイバ王の像。しばしばマニプルのヒンドゥー化にあたって発生した象徴的事件として語られるが、その史実性は疑問視されている。

王国において、はじめてヒンドゥー教への入信をおこなったのはチャライロンバ王であり、1704年のことであった。彼はヒンドゥー名であるピタンバル・シン（Pitambar Singh）を名乗ったともいわれる。また、彼の息子であるパムヘイバ（ガリブ・ニワズ）王は、ヴィシュヌ教を中心とする国内の宗教改革をおこなった。彼はカースト制度を採用し、臣民をヒンドゥー教に改宗させた。メイテイの公的祭祀もヒンドゥー風のものに差し替えられたほか、1723年には伝統宗教の寺院が破壊された。また、1726年にはライニントー・パントイビ・ライワハイバ（Laiwahaiba、サナマヒの別名）の神像7柱が破壊され、硬貨に改鋳された。
とはいえ、パムヘイバ王もメイテイの伝統宗教を完全に否定することは難しかったようで、1729年にはライワハイバを神と認め、神殿および神像を作り直している。『サナマヒ・ライカン』は、少なくとも同王の治世以降に成立した宗教書であるが、同書は、王の宗教上の師であったシャンタ・ダース・ゴーサイ（Śanta Dās Gosāi）が、サナマヒがヴィシュヌのアヴァターラであると説いたと記している。年代記の記述においても、破壊された神像のうち、復元されているものがサナマヒのものだけであることから、ワンガム・ソモルジット（Wangam Somorjit）はおそらくこれは史実であり、ウマン・ライのなかでとりわけサナマヒが重視されるようになったのもこの時代以降であろうと論じている。また、年代記によれば王妃がヒンドゥー的な食事制限を無視してユ（醸造酒の一種）と肉を飲食し、サナマヒにユを捧げたという。この事件が記録される1746年は、年代記においてサナマヒという神号が初出する年でもある。
王は特に1749年の退位までの数年間、伝統宗教に対する態度を軟化させていたが、おそらくは急進的な宗教改革への反発から、彼は次王であるチッ・サイ王により追放され、1751年に暗殺された。とはいえ、マニプルにヒンドゥー教は浸透していき、バギャーチャンドラ王の時代にはガウディーヤ派ヴィシュヌ教を国教としつつも、伝統宗教についても排除しない政策がとられた。こうしたなかで、メイテイ伝統宗教の神々はヒンドゥー教と習合していった。バギャーチャンドラ王の治世下、ノンポク・ニントーはシヴァと、ライレンビはカーマーキャーと同一視された。1891年、マニプル王国はイギリスの支配下に置かれたが、この時代にはマニプルの宗教は、伝統宗教とヴィシュヌ教がまざりあったものとなっていた。カースト制度の導入にあたって、すべてのメイテイ人がクシャトリヤであると定められたこともあり、ヒンドゥー教の拘束力はきわめて弱いものであった。

### サナマヒ運動

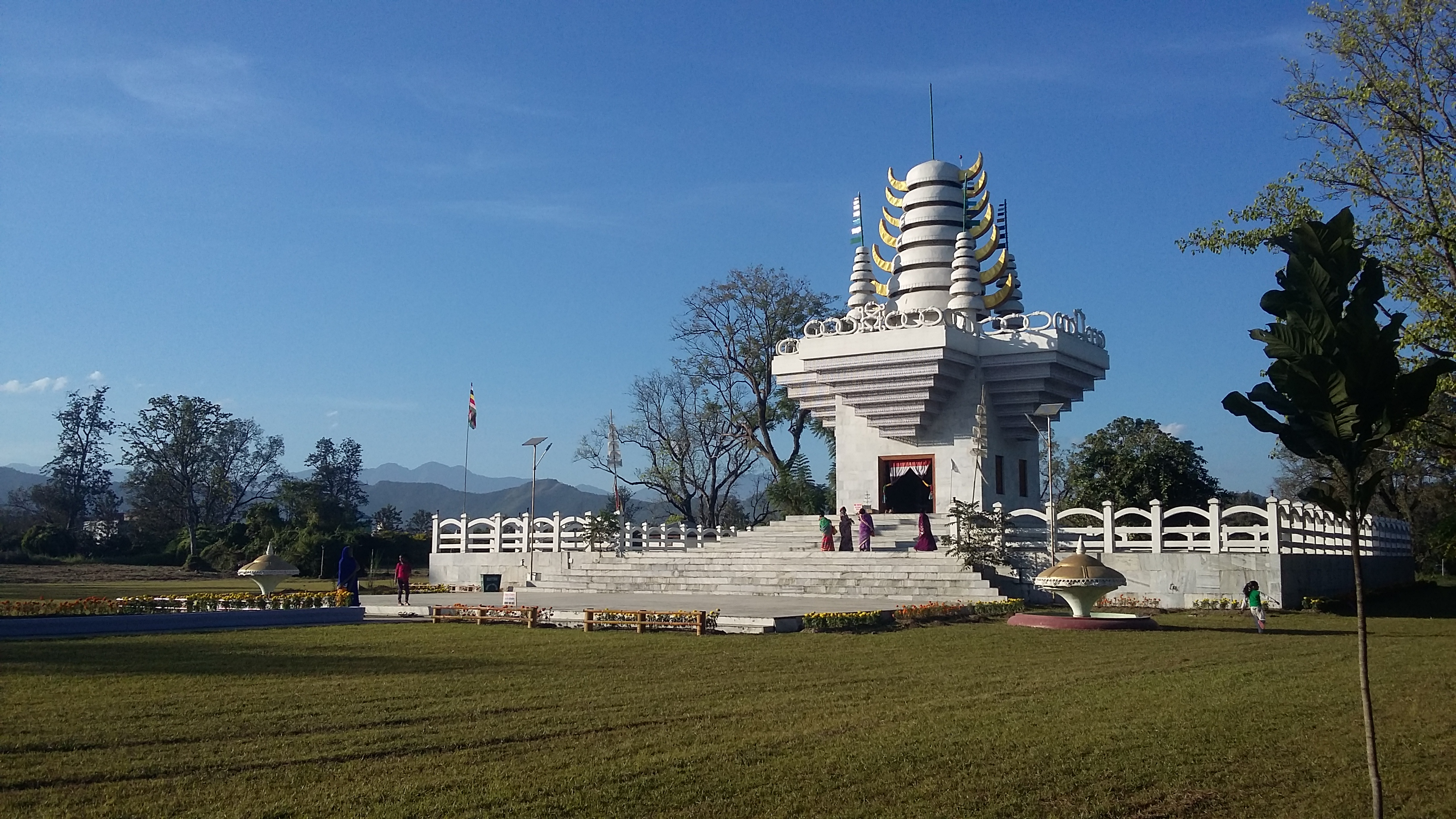
パカンバ寺院（2018年）

サナマヒ運動（Sanamahi movement）は、1930年代におこったメイテイ伝統宗教の純化運動である。狭義には、この復興運動によりヒンドゥー教から切り離された宗教のみを、サナマヒ教と呼称する。この運動は、チュラチャンド・シン王の治世下でおこった。同王は、マニプルを『マハーバーラタ』にあらわれるマニプラと同一視したうえでメイテイ伝統宗教のサンスクリット化を進めたほか、ヴィシュヌ神の化身を自称したうえで宗教儀式に課税したほか、マンバ（mangba）、すなわちある人を穢れであると認定し、社会から追放した。マンバを取り消すためには、バラモンに多額の金銭を払っておこなうセンバ（sengba）の儀式が必要であり、これらは往々にして王やその周辺の人物の蓄財手段となった。こうしたヒンドゥー教にもとづく圧政は、メイテイ人の反発を招いた。
アッサム州・カチャル県出身のメイテイ人であるナオレム・プッロは、マニプル州で公務員として働いていたが、1930年ごろ、郷里にアポクパ・マルプを設立した。同組織は、メイテイ旧来の信仰を復活されることを目的としていた。プッロは強硬な反バラモン主義をかかげ、王やヒンドゥー教指導者と対立した。当時、一般にマニプリ語を筆記する際に用いられていたのはベンガル文字であったが、彼はそれ以前に用いられていた書記体系（メイテイ文字）を復活させるべく、ナオリヤ文字を作成した。プッロは1941年に逝去したが、1945年には同組織のインパール支部が設立された。インパール支部の設立にあたっては、「メイテイ文化の復興」「古代文字の復活」「メイテイ文学の研究」「礼拝でのマニプリ語のみの利用」が決議された。
1958年にはメイテイ文学研究者が会合を開き、古代メイテイ文字は基本的に18文字から構成されると結論づけた。1969年にも同様の会議が開かれたが、メイテイ文字の文字数を18文字とするか、35文字とするかで議論がわかれた。1970年代から1980年代にかけて、サナマヒ運動はより活動的になり、ヒンドゥー教化したサナマヒ教の祠の「純化」や、伝統宗教をサンスクリット化する書籍や冊子、パンヘイバ王およびシャンタ・ダース・ゴーサイの肖像画の焚書がおこなわれた。1974年にはノンカン・パレイ・ハンバ（Nongkhang Parei Hanba）とよばれる大規模なサナマヒ教への改宗式典がおこなわれ、マニプル王家の当主であるオケントラジット・シン（Okendrajit Singh）がこの運動を支持した。1979年、27文字の現代メイテイ文字が制定され、1980年にはマニプル州政府からの公告がおこなわれた。

## 信者数
2011年の国勢調査によれば、サナマヒ教の信者数は222,422人である。その大半である、222,315人がマニプル州に居住している。同調査によれば、マニプル州の宗教人口の6%がサナマヒ教信者である。

## 信仰対象
サナマヒ教においては、ライ（マニプリ語: ꯂꯥꯏ、神）が信仰される。今日のサナマヒ教においては、宇宙を創造した、天空を司る神であるシダバ・マプと、その妻であり、大地を司るレイマレル・シダビ、シダバ・マプの子どもである、パカンバとサナマヒが最重要視される。シダバ・マプとパカンバ、サナマヒは三兄弟であるとも説明される。